# 工程大学站
工程大学站是哈尔滨轨道交通1号线的车站，位于中华人民共和国黑龙江省哈尔滨市南岗区燎原街道南通大街与文庙街交叉口地下，本站在2013年9月26日开通使用。
车站以临近哈尔滨工程大学命名。
工程大学站位于南通大街下，文庙街口。附近有船舶电子大世界、极乐寺、文庙、哈尔滨工程大学、哈尔滨游乐园等，最近的公交车站为南通大街站、工程大学站。

## 结构
工程大学站为岛式站台地下车站。
| 地面              | 出入口 | 1-4出入口 |
| 地下一层          | 站厅   | 客服中心、自动售票机、验票机                                                                                  |
| 地下二层          | 站台层 | \| \| \| █ 1号线往新疆大街（烟厂） \| \| 島式 · 開左邊车门 \| \| \| \| \| \| █ 1号线往哈尔滨东站（太平桥） \| |
|                   |        | █ 1号线往新疆大街（烟厂）                                                                                     |
| 島式 · 開左邊车门 |        | |
|                   |        | █ 1号线往哈尔滨东站（太平桥）                                                                                 |

## 车站周边
- 哈尔滨工程大学

## 外链
- 哈尔滨地铁网工程大学站